# Стетковецька сільська рада
Стетковецька сільська рада — колишня адміністративно-територіальна одиниця та орган місцевого самоврядування у Янушпільському, Чуднівському, Бердичівському і Любарському районах Житомирської і Бердичівської округ, Вінницької й Житомирської областей Української РСР та України з адміністративним центром у с. Стетківці.

## Населені пункти
Сільській раді були підпорядковані населені пункти:
- с. Стетківці

## Населення
Кількість населення ради станом на 1923 рік становила 3 698 осіб, кількість дворів — 654.
Відповідно до перепису населення СРСР, станом на 17 грудня 1926 року, чисельність населення ради становила 2 714 осіб, з них за статтю: чоловіків — 1 828, жінок — 1 386, етнічний склад: українців — 2 624, євреїв — 47, поляків — 40, чехів — 3. Кількість господарств — 612, з них несільського типу — 3.
Відповідно до результатів перепису населення СРСР, кількість населення ради станом на 12 січня 1989 року становила 839 осіб.
Станом на 5 грудня 2001 року, відповідно до перепису населення України, кількість мешканців сільської ради становила 768 осіб.

## Склад ради
Рада складалася з 12 депутатів та голови.

### Керівний склад сільської ради
| ПІБ                       | Основні відомості                                                 | Дата обрання | Дата звільнення |
| ------------------------- | ----------------------------------------------------------------- | ------------ | --------------- |
| Пивовар Марія Михайлівна  | Сільський голова, 1955 року народження, освіта                    | 26.03.2006   | 31.10.2010      |
| Хитрич Олександр Павлович | Сільський голова, 1967 року народження, освіта вища, безпартійний | 31.10.2010   |                 |

Примітка: таблиця складена за даними джерела

## Історія
Створена 1923 року в складі с. Стетківці та хуторів Завадського і Суслівка Краснопільської волості Полонського повіту Волинської губернії. У 1941 році хутори Завадського та Суслівка підпорядковані Носівській сільській раді Янушпільського району.
Станом на 1 вересня 1946 року сільська рада входила до складу Янушпільського району Житомирської області, на обліку в раді перебувало с. Стетківці.
На 1 січня 1972 року сільська рада входила до складу Чуднівського району Житомирської області, на обліку в раді перебувало с. Стетківці.
Ліквідована у 2016 році в зв'язку з об'єднанням до складу Краснопільської сільської територіальної громади Чуднівського району Житомирської області.
Входила до складу Янушпільського (7.03.1923 р.), Чуднівського (28.11.1957 р., 8.12.1966 р.), Бердичівського (30.12.1962 р.) та Любарського (4.01.1965 р.) районів.